# Висока технолошка школа струковних студија Аранђеловац
44° 18′ 41″ С; 20° 32′ 48″ И / 44.3114° С; 20.5468° И
Академија струковних студија Шумадија, Одсек Аранђеловац (претходно Висока технолошка школа струковних студија у Аранђеловцу) је висока школа струковних студија лоцирана у Аранђеловцу, са традицијом дугом преко 50 година у образовању кадрова у домену техничких наука.

## Основне информације
Државна школа основана 1960. године. Образује стручњаке, на нивоу Основних струковних студија, и нивоу Специјалистичких струковних студија у домену: Заштите животне средине, Технологије воде, Технологије неметала и Дизајна индустријске и уникатне керамике.

## Историјат
Године 1960. на седници Републичког већа на Видовдан 28. јуна Указом је проглашен Закон о оснивању Више технолошке школе за неметале у Аранђеловцу. Почетак рада ВТШ обележиле су студије које су трајале четири семестра на следећим смеровима:
- Смер силиката (ватростални материјали, стакло, фина керамика)
- Смер грађевинских материјала (грађевинска керамика, везивна средства)

На почетку рада ВТШ није имала своје просторије већ је била подстанар у две учионице школе за квалификоване раднике. Уз помоћ Министарства просвете РС и радних организација, а уз велике напоре органа школе и запослених, ВТШ је успела да реши проблеме везане за недостатак простора. На иницијативу Удружења произвођача минералних вода и безалкохолних напитака и Удружења за технологију воде, 1976. године отворен је Смер за технологију воде и безалкохолних напитака. Школске 2003/2004. године поднет је захтев за отварање још једног смера и прелазак на трогодишње студије у трајању од шест семестара.
Комисија за акредитацију и проверу квалитета, издала је Уверење број о акредитацији Високе технолошке школе струковних студија — Аранђеловац, а Министарство просвете Републике Србије издало је Дозволу за рад Високој технолошкој школи струковних студија - Аранђеловац, 17. јуна 2007. године.

## Школски простор и опрема
Објекат школе је јединствена грађевинска целина на два нивоа са простором већим од 3000 м². Налази се у непосредној близини културних, друштвених и спортских објеката.
Школа располаже са:
- једним амфитеатром-слушаоницом
- четири учионице
- пет лабораторија
- рачунарском лабораторијом
- интернет центром
- библиотеком и читаоницом
- спортском салом

## Основне студије
Основне струковне студије (студије I степена) трају три године. 

Студент који заврши основне струковне студије стиче стручни назив са назнаком звања првог степена струковних студија из одговарајуће области-bachelor.
- Информационе технологије
- Заштита животне средине
- Менаџмент у туризму и угоститељству
- Технологија неметала
- Технологија воде
- Дизајн индустријске и уникатне керамике

## Специјалистичке студије
Специјалистичке струковне студије (студије II степена) трају годину дана. 

Студент који заврши специјалистичке струковне студије стиче назив-специјалиста са назнаком звања другог степена струковних студија из одговарајуће области. 

Специјалистичке струковне студије изводе се на три студијска програма у шест модула:
- Заштита животне средине, модули:
  1. Одрживи развој и животна средина
  2. Управљање отпадом
- Технологија неметала, модули:
  1. Нови керамички материјали
  2. Конструкциона керамика
- Технологија воде, модули:
  1. Производња воде за пиће
  2. Прерада отпадних вода

## Локација
Висока технолошка школа лоцирана је поред самог Парка града Аранђеловца и хотела Извор, у подножју планине Букуље, у улици Јосифа Панчића бр.11.